# Ernst Gottlob von Scheelen
Ernst Gottlob von Scheelen (* 4. Februar 1726 in Kauffung; † 9. August 1786 in Potsdam) war ein preußischer Generalmajor, Kommandeur des 1. Bataillons der Leibgarde sowie Amtshauptmann von Saatzig und Herr auf Niederkauffung.

## Leben

### Herkunft
Er war der Sohn von Hans Georg Ernst von Scheelen und dessen Ehefrau Juliana, geborenen Simonetti. Sein Vater war preußischer Kapitän a. D. und am 6. Juli Juni 1713 in den böhmischen Ritterstand erhoben worden.

### Militärkarriere
Scheelen kam im Februar 1742 als Gefreiterkorporal in das Infanterieregiment „von Kalckstein“ und nahm im gleichen Jahr während des Ersten Schlesischen Krieges an der Schlacht bei Chotusitz teil. Im Zweiten Schlesischen Krieg kämpfte Scheelen in der Schlacht bei Soor und wurde am 29. Juni 1745 zum 1. Bataillon Garde versetzt. Dort folgte am 17. August 1747 seine Ernennung zum Fähnrich sowie am 2. April 1756 die Beförderung zum Sekondeleutnant. Während des Siebenjährigen Krieges avancierte Scheelen zum Premierleutnant, kämpfte bei Prag, Kolin, Leuthen sowie Torgau und wurde für seine Leistungen bei der Belagerung von Schweidnitz 1762 mit dem Orden Pour le Mérite ausgezeichnet.
Nach dem Friedensschluss stieg Scheelen Ende November 1763 zum Kapitän und Kompaniechef auf. Mitte März 1772 folgte mit der Beförderung zum Major die Ernennung zum Amtshauptmann von Oletzko in Anerkennung seiner geleisteten Dienste. Als Oberst nahm er am Bayerischen Erbfolgekrieg teil. Einen weiteren Gunstbeweis seines Königs erhielt Scheelen am 21. August 1784, als Friedrich II. ihn zum Domherr von Halberstadt ernannt. Mit einer Zulage von 2000 Talern wurde er im darauffolgenden Monat zum Generalmajor befördert.
Scheelen verstarb unverheiratet und hinterließ eine große militärische Bibliothek, darunter zahlreiche eigene Tagebücher.